# Hajós
Hajós je město v Maďarsku v župě Bács-Kiskun v okrese Kalocsa. Název tohoto města pochází z maďarského slova "hajó", což znamená loď. Je možné, že ve středověku byla oblast města obklopena vodou. Kvůli osmanským válkám město ztratilo velkou část své populace. Biskup Kalocse přesunul německé imigranty do Hajósu, který získal práva vesnice v roce 1756.

## Poloha
Hajós leží na jihu Maďarska. Prochází jím silnice z Kalocsy do Jánoshalmy. Kalocsa je vzdálena 19 km, Baja 33 km a Jánoshalma 21 km.

## Galerie

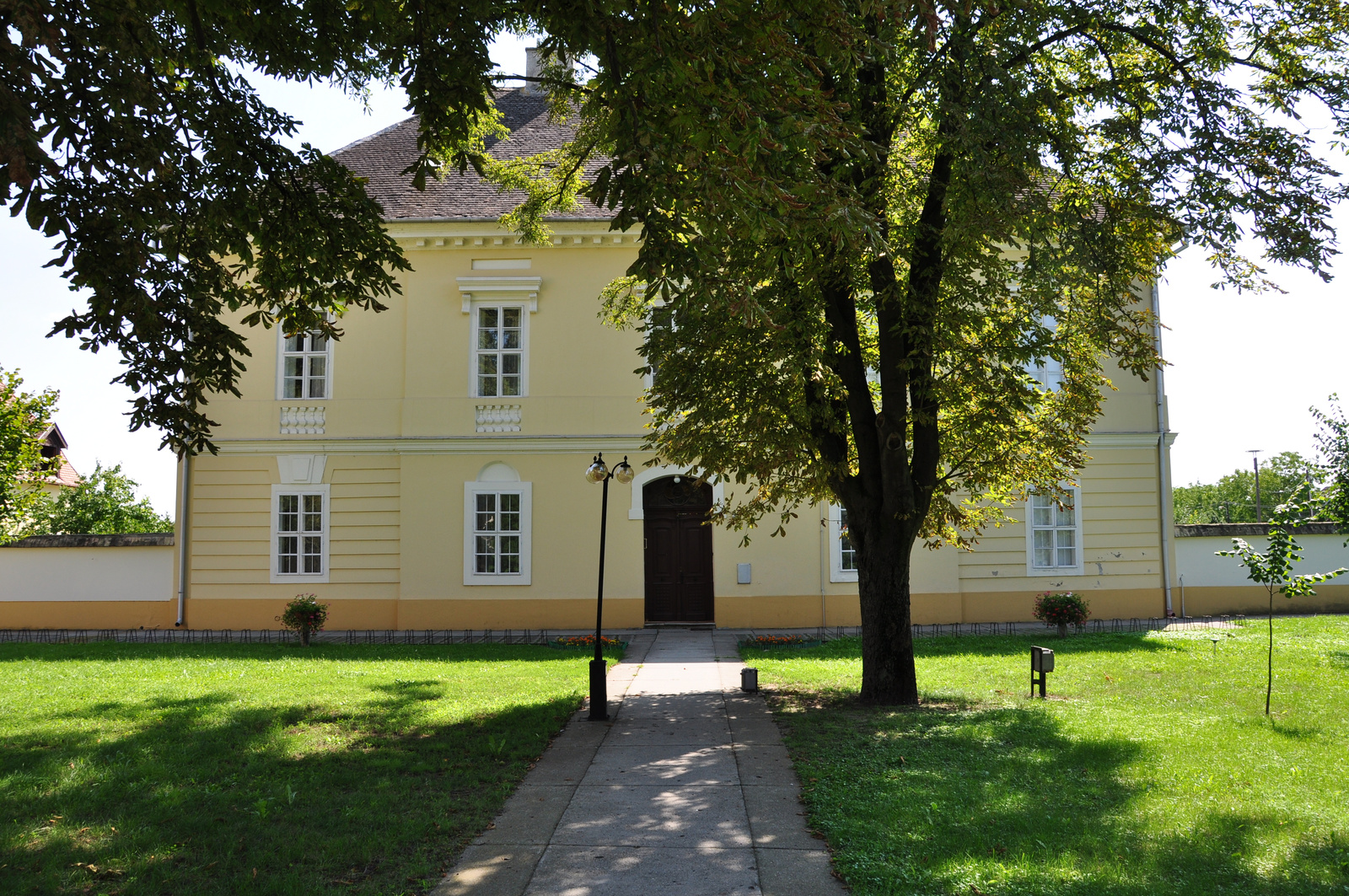
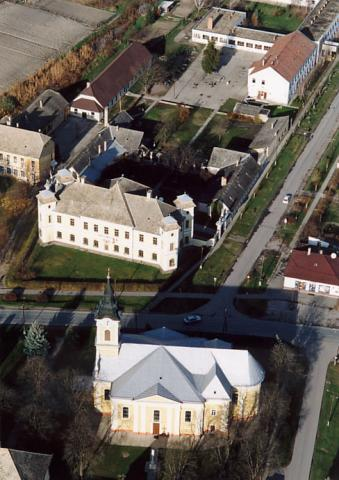
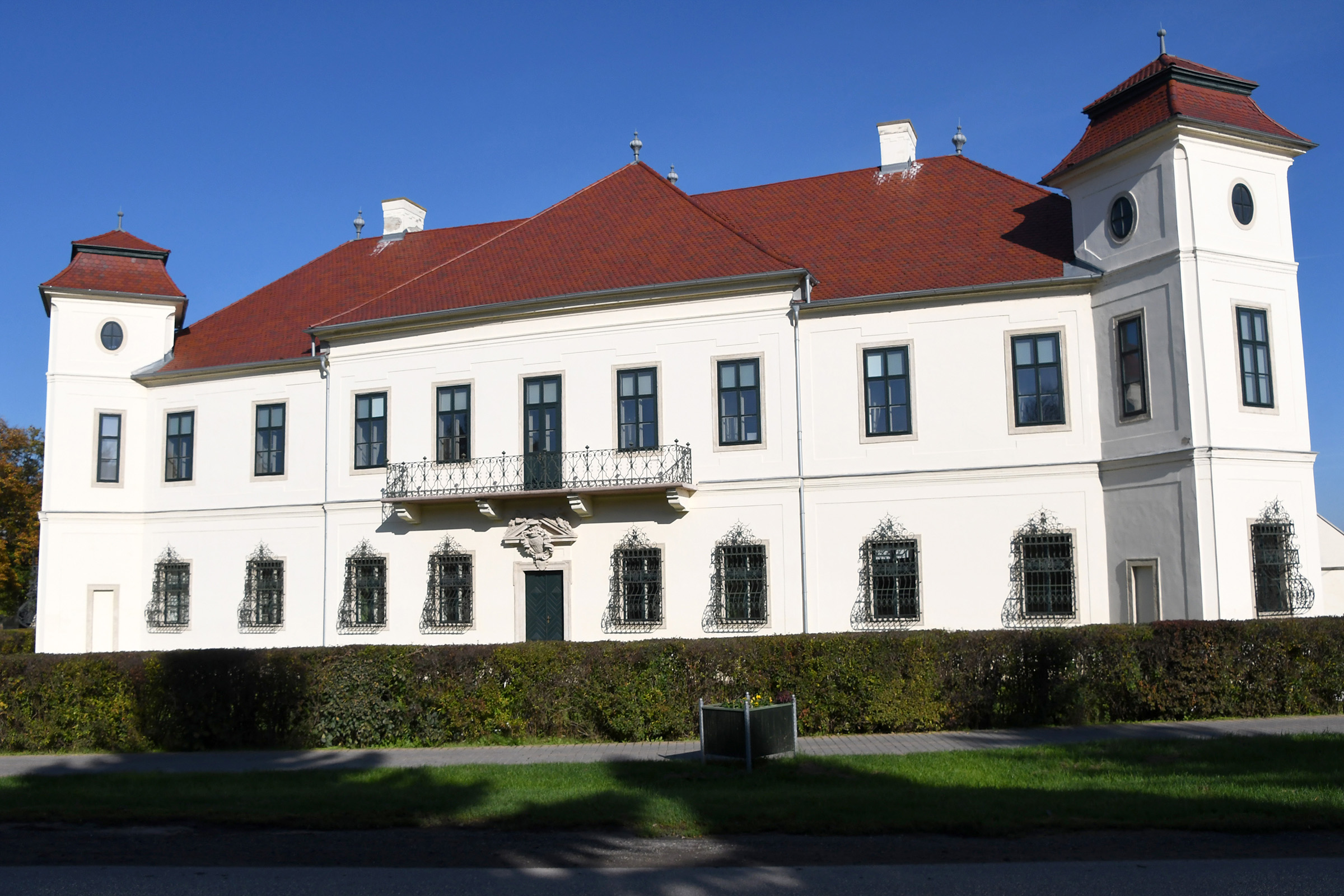
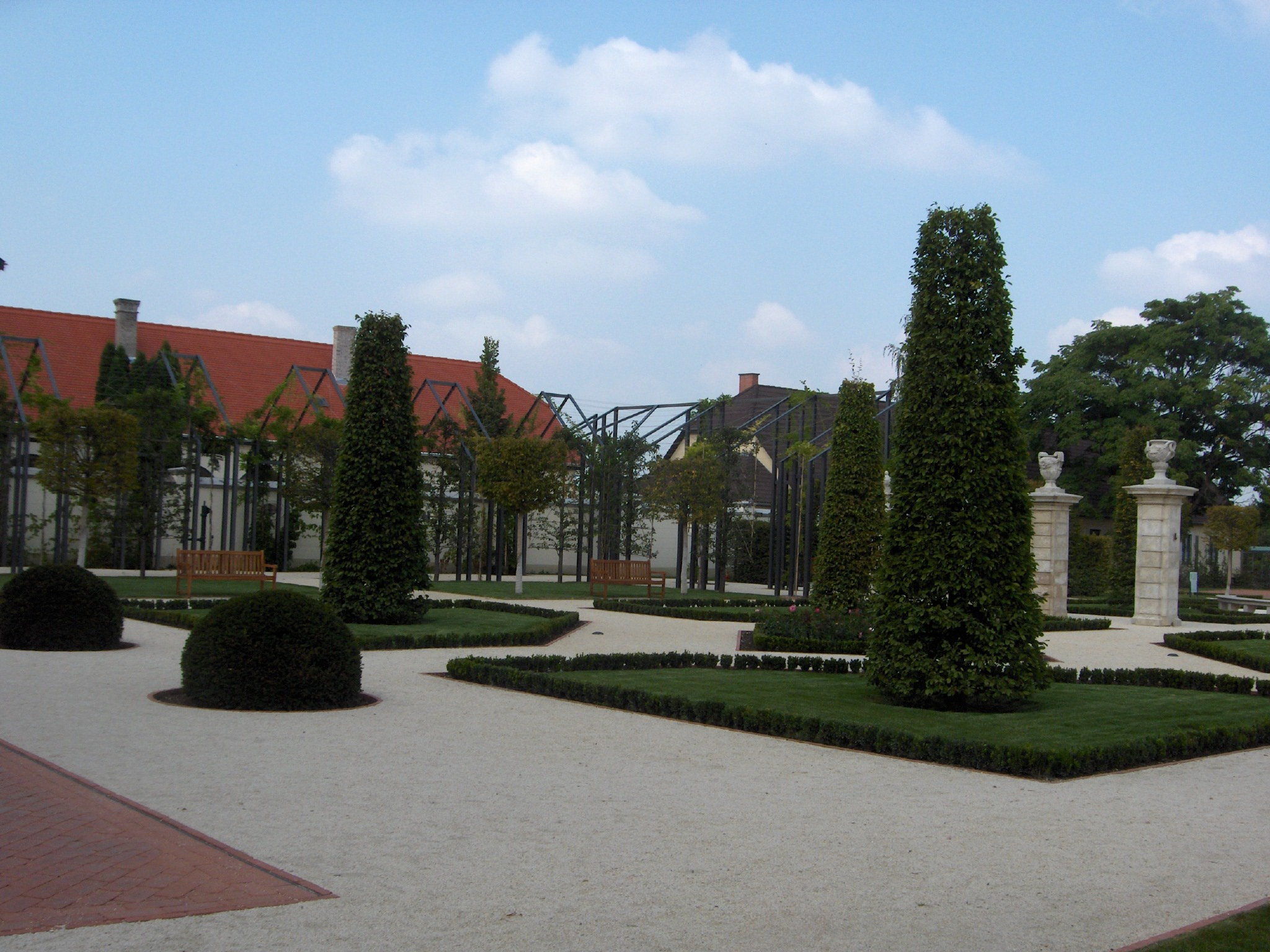